# Amêndoa
Amêndoa ist eine Gemeinde (Freguesia) im portugiesischen Kreis Mação. In ihr leben 387 Einwohner (Stand 19. April 2021).